# Saint-Quentin-de-Chalais
Saint-Quentin-de-Chalais ist eine französische Gemeinde mit 243 Einwohnern (Stand: 1. Januar 2022) im Département Charente in der Region Nouvelle-Aquitaine. Die Gemeinde gehört zum Arrondissement Angoulême und zum 2017 gegründeten Gemeindeverband Lavalette Tude Dronne. Die Einwohner werden Saint-Quentinois genannt.

## Geografie
Saint-Quentin-de-Chalais liegt im Süden der historischen Provinz Angoumois, etwa 48 Kilometer südsüdwestlich von Angoulême. Umgeben wird Saint-Quentin-de-Chalais von den Nachbargemeinden Orival im Norden, Rouffiac im Nordosten, Les Essards im Osten, Parcoul-Chenaud im Süden, Bazac im Südwesten, Saint-Avit im Westen sowie Chalais im Nordwesten.

## Bevölkerungsentwicklung
| Jahr                      | 1962 | 1968 | 1975 | 1982 | 1990 | 1999 | 2006 | 2013 |
| Einwohner                 | 285  | 259  | 230  | 219  | 243  | 250  | 269  | 269  |
| Quelle: Cassini und INSEE |      |      |      |      |      |      |      |      |

## Sehenswürdigkeiten
- Kirche Saint-Quentin aus dem 12. Jahrhundert

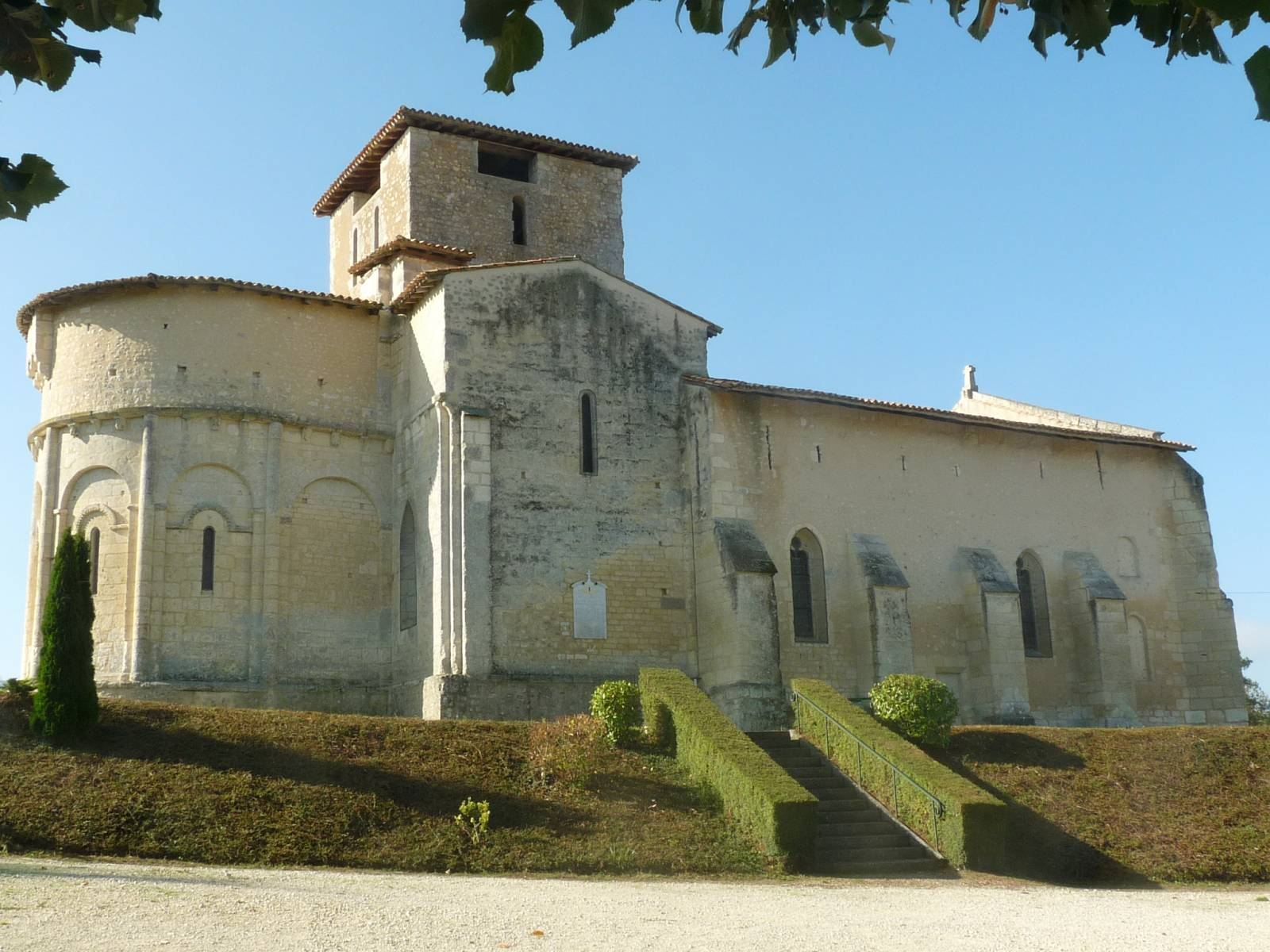
Kirche Saint-Quentin

- Reste einer Motte bei Puygoyon
- Mühlen von Auziac und Saillant

## Persönlichkeiten
- Pierre Papillaud (1935–2017), Unternehmer